# Pararge leucocinia
Pararge leucocinia är en fjärilsart som beskrevs av Hans Fruhstorfer 1908. Pararge leucocinia ingår i släktet Pararge och familjen praktfjärilar. Inga underarter finns listade i Catalogue of Life.